# Giuliana (Itália)
Giuliana é uma comuna italiana da região da Sicília, província de Palermo, com cerca de 2.303 habitantes. Estende-se por uma área de 24 km², tendo uma densidade populacional de 96 hab/km². Faz fronteira com Bisacquino, Caltabellotta (AG), Chiusa Sclafani, Contessa Entellina, Sambuca di Sicilia (AG).

## Demografia
| Variação demográfica do município entre 1861 e 2011                               |
|                                                                                   |
| Fonte: Istituto Nazionale di Statistica (ISTAT) - Elaboração gráfica da Wikipedia |